# Шкала сонливості Епворта
Шкала сонливості Епворта (англ. Epworth Sleepiness Scale, ESS) — це коротка анкета, розроблена доктором Мюрреєм Джонсом у 1991 році в Епвортському шпиталі (Мельбурн, Австралія) для оцінки суб'єктивного рівня денної сонливості дорослих. Шкала пропонує респондентам оцінити за чотирибальною шкалою ймовірність засинання у восьми різних ситуаціях, які зазвичай виникають у повсякденному житті.

## Історія створення
Шкала сонливості Епворта була розроблена доктором Мюрреєм Джонсом з метою надання простого та ефективного інструменту для скринінгу надмірної денної сонливості. Перша публікація про шкалу відбулася у 1991 році в журналі Sleep . Назва шкали походить від назви шпиталю Епворт, де працював її автор.

## Методологія
Шкала сонливості Епворта складається з восьми запитань, кожне з яких описує певну ситуацію. Респондентам пропонується оцінити за шкалою від 0 до 3, наскільки ймовірно вони б заснули в кожній із цих ситуацій:
- Сидячи та читаючи[2]
- Переглядаючи телевізор[2]
- Сидячи, нічого не роблячи, в громадському місці (наприклад, у театрі або на зборах)[2]
- Як пасажир в автомобілі, перебуваючи протягом години без зупинок[2]
- Лежачи вдень, коли є можливість відпочити[2]
- Сидячи та розмовляючи з кимось[2]
- Сидячи спокійно після обіду без вживання алкоголю[2]
- За кермом автомобіля, зупинившись на кілька хвилин через затори на дорозі[2].

Для кожної ситуації респондент повинен обрати одну відповідь, яка найкраще відображає ймовірність засинання:
- 0 = Ніколи б не заснув[2]
- 1 = Мала ймовірність заснути[2]
- 2 = Помірна ймовірність заснути[2]
- 3 = Висока ймовірність заснути[2].

Загальний бал за шкалою Епворта є сумою балів за всі вісім ситуацій і може варіюватися від 0 до 24.

## Інтерпретація результатів
Інтерпретація результатів шкали сонливості Епворта зазвичай виглядає наступним чином:
- 0-9 балів: Нормальний рівень денної сонливості.[2]
- 10-15 балів: Помірна денна сонливість.[2]
- 16-24 балів: Надмірна денна сонливість.[2]

Високий бал за шкалою Епворта може свідчити про наявність розладу сну або іншого медичного стану, що викликає надмірну денну сонливість. Важливо зазначити, що шкала є суб'єктивним інструментом скринінгу і не є діагностичним тестом.

## Застосування
Шкала сонливості Епворта широко використовується в клінічній практиці та наукових дослідженнях для:
- Скринінгу надмірної денної сонливості.[2]
- Оцінки ефективності лікування розладів сну, таких як синдром обструктивного апное сну.[2]
- Дослідження впливу різних факторів (наприклад, медичних станів, ліків, способу життя) на рівень денної сонливості.[2]
- Визначення необхідності подальшого, більш детального обстеження сну, наприклад, полісомнографії.[2]

Шкала є простим у використанні та швидким інструментом, що робить її зручною для застосування в різних клінічних умовах.

## Переваги
- Простота та швидкість: Заповнення шкали триває лише кілька хвилин.[5]
- Зручність: Шкалу можна використовувати в будь-яких умовах.[5]
- Неінвазивність: Не потребує спеціального обладнання.[5]
- Доведена валідність та надійність: Численні дослідження підтвердили валідність та надійність шкали для оцінки денної сонливості.[6]

## Обмеження
- Суб'єктивність: Результати залежать від самооцінки респондента.[4]
- Не є діагностичним інструментом: Високий бал не обов'язково означає наявність конкретного розладу сну.[4]
- Може бути менш чутливою до хронічної втоми, ніж до епізодів сонливості.[7]

## Шкала сонливості Епворта для дітей та підлітків
Існують адаптовані версії шкали сонливості Епворта для використання у дітей та підлітків, які враховують особливості їхнього способу життя та діяльності.